# Lauren Weisberger
Lauren Weisberger (Scranton, 28 maart 1977) is een Amerikaanse schrijfster van chicklitboeken. Enkele van haar boeken zijn The devil wears Prada, Gossip and Gucci en Chanel Chic.

## Biografie
Weisbergers moeder was een lerares en haar vader werkte op een ministerie. Ze groeide op in Scranton (Pennsylvania). Toen ze 11 jaar oud was, zijn haar ouders gescheiden. Zij en haar zus zijn samen met hun moeder verhuisd naar Allentown (Pennsylvania).
In 1995 studeerde ze af aan de Allentown's Parkland High School. Vervolgens studeerde ze in 1999 af aan de Cornell-universiteit in Ithaca (New York), waar ze een belangrijk lid was geworden van studentenvereniging Alpha Epsilon Phi.

## Bestseller 60
| Boeken met noteringen in de Nederlandse Bestseller 60 | Jaar van verschijnen | Datum van binnenkomst | Hoogste positie | Aantal weken | Opmerkingen |
| ----------------------------------------------------- | -------------------- | --------------------- | --------------- | ------------ | ----------- |
| De duivel draagt Prada                                | 2003                 | 28-06-2003            | 6               | 61           |             |
| Gossip & gucci                                        | 2005                 | 03-09-2005            | 15              | 55           |             |
| Chanel chic                                           | 2008                 | 28-06-2008            | 3               | 26           |             |
| Champagne in Chateau Marmont                          | 2010                 | 23-10-2010            | 30              | 12           |             |
| De wraak van Prada                                    | 2013                 | 24-08-2013            | 11              | 7            |             |

## Trivia
- Haar eerste boek, The Devil Wears Prada, werd in 2006 verfilmd. De hoofdpersonages werden vertolkt door Meryl Streep en Anne Hathaway.